# 춘색호곡
"춘색호곡"은 한국에서 제작된 박윤교 감독의 1981년 영화이다. 유영국 등이 주연으로 출연하였고 임원식 등이 제작에 참여하였다.

## 출연

### 주연
- 유영국
- 이미지
- 박양례
- 정세혁

## 기타
- 조명: 박창호
- 녹음: 이재웅